# 487
487（四百八十七、よんひゃくはちじゅうなな）は自然数、また整数において、486の次で488の前の数である。

## 性質
- 487は93番目の素数であり、1つ前は479、次は491。
  - 約数の和は488。
- 487 = 487 + 0 × i (iは虚数単位)
  - a + 0 × i (a > 0) で表される48番目のガウス素数である。1つ前は479、次は491。
- 3つの連続する素数の和で表せる37番目の数である。1つ前は471、次は503。
487 = 157 + 163 + 167
- 25番目の 8n − 1 型の素数であり、この類の素数は x2 − 2y2 という形で表せるが、487 = 272 − 2 × 112 である。1つ前は479、次は503。
- 4…487 の形の最小の素数である。次は444487。
- 48…87 の形の最小の素数である。次は48888887。ただし挟まれた数は無くてもいいとすると最小は47。 (オンライン整数列大辞典の数列 A101736)
- 487…7 の形の最小の素数である。次は4877。
- 1/487 は循環節の長さが486の循環小数となる。
  - 逆数が循環小数になる数で循環節が486になる最小の数である。次は974。
  - 循環節が n −1 である巡回数を作る33番目の素数である。1つ前は461、次は491。
  - 循環節が n になる最小の数である。1つ前の485は14551、次の487は11689。(オンライン整数列大辞典の数列 A003060)
- 487番目の素数：3469
  - 592 = 3481以下の素数は487個ある。1つ前の582 = 3364までは474個、次の602 = 3600までは503個。
- 487 = 73 + 53 + 33 − 23
  - n = 3 のときの 7n + 5n + 3n − 2n の値とみたとき1つ前は79、次は3091。(オンライン整数列大辞典の数列 A135167)
- 各位の和が19になる9番目の数である。1つ前は478、次は496。
  - 各位の和が19になる数で素数になる4番目の数である。1つ前は397、次は577。(オンライン整数列大辞典の数列 A106759)

## その他 487 に関連すること
- 西暦487年
- 紀元前487年
- 487SX